# Sijbrand Maal
Sijbrand Maal is een Nederlands professioneel pokerspeler. Hij won onder meer het €1.550 No Limit Hold'em-toernooi van het Belgian Poker Championship 2008 in Namen (goed voor een hoofdprijs van $351.098,-), het €1.000 No Limit Hold'em - Main Event van het Spanish Poker Tour Gran Casino Aranjuez-evenement in Madrid (goed voor $64.108,-) en het €200 Limit Holdem-toernooi van de Master Classics of Poker 2004 in Amsterdam (goed voor $52.985,-). Daarnaast deed hij dienst als presentator en commentator voor verschillende televisieprogramma's over poker en bracht hij verschillende boeken over het kaartspel uit.
Maal won tot en met juli 2015 meer dan $550.000,- in live pokertoernooien (cashgames niet meegerekend).

## Actief poker
Maal verscheen in november 2004 op de radar van het professionele poker in Nederland met zijn zege in de Master Classics of Poker 2004. Op dit evenement speelde hij in 2005, 2006, 2009 en 2010 samen nog meer dan $75.000,- bij elkaar, telkens in Texas Hold 'em (Limit en  No Limit). Over de grenzen won hij prijzen op toernooien in onder meer België, Zwitserland, Ierland, en Spanje. Maal speelde zich op de World Series of Poker (WSOP) 2010 voor het eerst in het geld op een toernooi in de Verenigde Staten. Hij werd er zevende in de $1.500 Limit Hold'em - Shootout.

## Andere pokergerelateerde activiteiten
Naast het spelen, houdt Maal zich bezig met andere bezigheden rondom poker. Zo schreef hij samen met Armijn Meijer, Johan Rensink en Luitzen van der Sluis de Nederlandstalige pokerboeken 'Poker voor beginners' deel I en II, uitgebracht door Tirion Sport, onderdeel van uitgeverij Tirion. Daarnaast schrijft Maal artikelen voor de website www.pokerinfo.nl.
Maal presenteerde samen met Horace Cohen het programma Poker Uncovered, dat werd uitgezonden op de voormalige televisiezender Tien. Hierin lag de focus ook voornamelijk op analyse van het spel. In verschillende andere pokerprogramma's op de Nederlandse televisie diende Maal commentator, zoals bij uitzendingen van de Monte Carlo Millions en Unibet Open op RTL 7.